# Нестрой, Иоганн

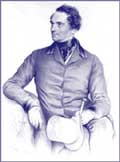
Иоганн Нестрой, литография 1846

Иоганн Непомук Эдуард Амброзиус Не́строй (нем. Johann Nepomuk Eduard Ambrosius Nestroy; 7 декабря 1801, Вена — 25 мая 1862, Грац) — австрийский драматург-комедиограф, комедийный актёр, оперный певец.

## Биография
Иоганн Непомук Нестрой родился в Вене. Его отец был придворным адвокатом. Иоганн посещал шотландскую гимназию, изучал философию и юриспруденцию, однако уже в это время играл в любительских театрах. В 1822 стал оперным певцом Венского придворного театра, в 1823 он перешёл в Амстердамский немецкий театр. Позже он был актером в Брюнне, Граце, Братиславе и Львове. Постепенно он перешёл от оперной к театральной сцене. Позже пробует себя как драматург. В 1831 он получил от импресарио Карла Карла приглашение на работу в театре «Ан дер Вин».
Очень быстро он покорил сердца венцев и стал излюбленным народным актером. Наибольший успех он достиг с такими комедиями как «Талисман», «Кавалер роз», «В бельэтаже и на первом этаже».
В 1823 неудачно женился по расчету. Он всю жизнь любил другую женщину, певицу Марию Вайлер, которая подарила ему двоих детей, и на которую он позже составил завещание.
С 1854 по 1860 Нестрой руководил театром имени Карла в Леопольдштадте. Последние годы жизни он провёл в Граце и в Ишле.
Последняя роль Нестроя — роль бродяги в пьесе «Злой дух Лумпацивагабундус».

## Пьесы

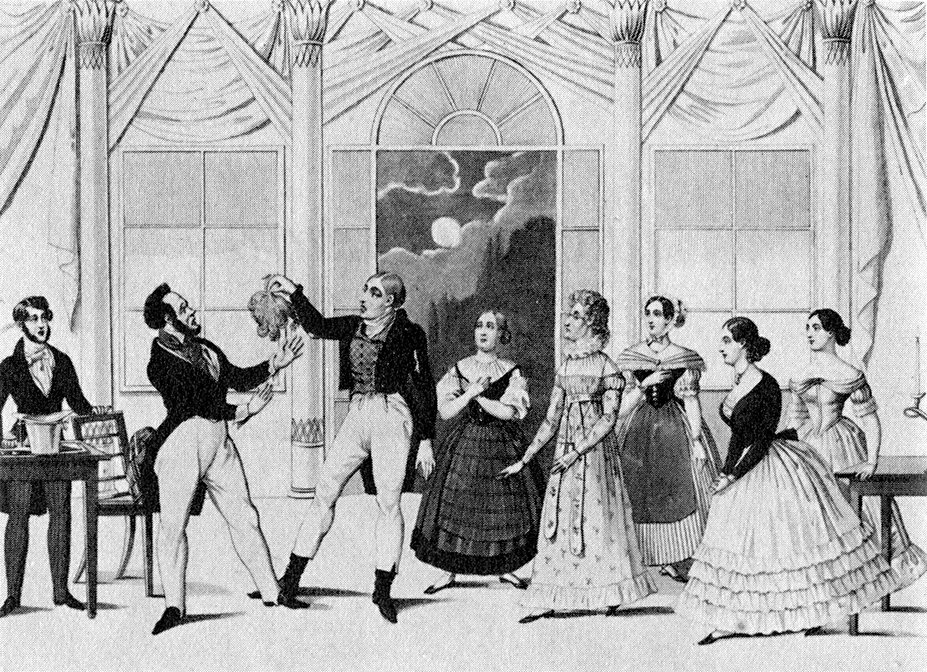
Нестрой. Талисман, 1840

- Friedrich der Prinz von Korsika (между 1822 и 1827)
- Der Zettelträger Papp (1827)
- Sieben/ Zwölf Mädchen in Uniform (1827)
- Die Verbannung aus dem Zauberreiche oder Dreißig Jahre aus dem Leben eines Lumpen (1828)
- Dreißig Jahre aus dem Leben eines Lumpen (1829)
- Der Einsilbige oder Ein dummer Diener seines Herrn (1829)
- Der Tod am Hochzeitstage oder Mann, Frau, Kind (1829)
- Der unzusammenhängende Zusammenhang (1830)
- Magische Eilwagenreise durch die Komödienwelt (1830)
- Zwei Schüsseln voll Faschingskrapfen (1831)
- Der gefühlvolle Kerkermeister oder Adelheid die verfolgte Wittib (1832)
- Nagerl und Handschuh oder Die Schicksale der Familie Maxenpfutsch (1832)
- Humoristische Eilwagenreise durch die Theaterwelt (1832)
- Zampa der Tagdieb oder die Braut von Gips (1832)
- Der konfuse Zauberer oder Treue und Flatterhaftigkeit (1832)
- Die Zauberreise in die Ritterzeit oder Die Übermütigen (1832)
- Genius, Schuster und Marqueur oder Die Pyramiden der Verzauberung (1832)
- Der Zauberer Februar oder Die Überraschungen (1833)
- Der Feenball oder Tischler, Schneider und Schlosser
- Der böse Geist Lumpazivagabundus oder Das liederliche Kleeblatt (1833)
- Robert der Teuxel (1833)
- Der Tritschtratsch (1833)
- Der Zauberer Sulphurelectrimagnetikophosphoratus und die Fee (1834)
- Müller, Kohlenbrenner und Sesseltrager oder Die Träume von Schale und Kern (1834)
- Das Verlobungsfest im Feenreiche oder Die Gleichheit der Jahre (1834)
- Die Gleichheit der Jahre (1834)
- Die Fahrt mit dem Dampfwagen (1834)
- Die Familien Zwirn, Knieriem und Leim oder Der Welt-Untergangs-Tag (1834)
- Weder Lorbeerbaum noch Bettelstab (1835)
- Eulenspiegel oder Schabernack über Schabernack (1835)
- Zu ebener Erde und erster Stock oder Die Launen des Glückes (1835)
- Der Treulose oder Saat und Ernte (1836)
- Die beiden Nachtwandler oder Das Notwendige und das Überflüssige (1836)
- Der Affe und der Bräutigam (1836)
- Eine Wohnung ist zu vermieten in der Stadt, Eine Wohnung ist zu verlassen in der Vorstadt, Eine Wohnung mit Garten ist zu haben in Hietzing (1837)
- Moppels Abenteuer im Viertel unter Wiener Wald, in Neu-Seeland und Marokko (1837)
- Das Haus der Temperamente (1837)
- Glück, Mißbrauch und Rückkehr oder Das Geheimnis des grauen Hauses (1838)
- Der Kobold oder Staberl im Feendienst (1838)
- Gegen Torheit gibt es kein Mittel (1838)
- Die verhängnisvolle Faschingsnacht (1839)
- Der Färber und sein Zwillingsbruder (1840)
- Der Erbschleicher (1840)
- Die zusammengestoppelte Komödie (1840)
- Der Talisman (1840)
- Das Mädl aus der Vorstadt oder Ehrlich währt am längsten (1841)
- Einen Jux will er sich machen (1842, позже неоднократно переделывалась, включая пьесы Т. Уайлдера, переделку Т. Стоппарда «В суматохе», 1981, и прославленный мюзикл Дж. Хермана «Хелло, Долли!», 1964, фильм 1969)
- Die Ereignisse im Gasthofe (1842)
- Die Papiere des Teufels oder Der Zufall (1842)
- Liebesgeschichten und Heiratssachen (1843)
- Das Quodlibet verschiedener Jahrhunderte (1843)
- Nur Ruhe! (1843)
- Eisenbahnheiraten oder Wien, Neustadt, Brünn (1844)
- Hinüber Herüber (1844)
- Der Zerrissene (1844)
- Die beiden Herren Söhne (1845)
- Das Gewürzkrämerkleeblatt oder Die unschuldigen Schuldigen (1845)
- Unverhofft (1845)
- Der Unbedeutende (1846)
- Zwei ewige Juden und Keiner (1846)
- Der Schützling (1847)
- Die schlimmen Buben in der Schule (1847)
- Martha oder Die Mischmonder Markt-Mägde-Mietung (1848)
- Die Anverwandten (1848)
- Свобода в Кревинкеле / Freiheit in Krähwinkel (1848)
- Lady und Schneider (1849)
- Judith und Holofernes (1849)
- Der alte Mann mit der jungen Frau (1849)
- Höllenangst (1849)
- Sie sollen ihn nicht haben oder Der holländische Bauer (1850)
- Der holländische Bauer (1850)
- Karikaturen-Charivari mit Heiratszweck (1850)
- Alles will den Propheten sehen (1850)
- Verwickelte Geschichte (1850)
- Mein Freund (1851)
- Der gemütliche Teufel oder Die Geschichte vom Bauer und der Bäuerin (1851)
- Kampl
- Heimliches Geld, heimliche Liebe (1853)
- Theaterg’schichten durch Liebe, Intrige, Geld und Dummheit (1854)
- Nur keck! (1856)
- Umsonst (1857)
- Tannhäuser (1857)
- Ein gebildeter Hausknecht
- Zeitvertreib (1858)
- Lohengrin (1859)
- Frühere Verhältnisse (1862)
- Häuptling Abendwind oder Das greuliche Festmahl (1862)

## Значение и признание

20 шиллингов 2001 г. — австрийская памятная монета, посвящённая 200-летию со дня рождения Иоганна Нестроя

Нестрой — один из создателей австрийского национального театра, его влияние ощутимо на австрийской сцене вплоть до нынешней поры. Премия его имени (вручается с 2000 года в нескольких номинациях) — наиболее известная из театральных наград в Австрии (см.:  Архивная копия от 3 марта 2022 на Wayback Machine).
Драмы Нестроя шли в дореволюционной России. Пьеса «Кавалер роз» на основе его драмы «Einen Jux will er sich machen» в московском драматическом театре на Малой Бронной (2006, постановка Романа Самгина) стала заметным явлением в жизни столичного театра последних лет.
Именем Нестроя названы станция метро и площадь в Вене. Изображен на австрийской почтовой марке 1962 года.